# Drymoda
Drymoda é um género botânico pertencente à família das orquídeas (Orchidaceae).

## Espécies
1. Drymoda digitata (J.J.Sm.) Garay, Hamer & Siegerist (1994)
2. Drymoda picta  Lindl. (1838) - espécie tipo -
3. Drymoda siamensis Schltr. (1906)